# Демешківка
Демешківка (біл. вёска Дзямешкаўка) — село в складі Березинського району Мінської області, Білорусь. Село підпорядковане Ушанській сільській раді, розташоване в східній частині області.